# اله‌وردی‌کندی (چایپاره)
روستای الهوردی کندی در ۱۲ کیلومتری شهر قره ضیاالدین و دامنه کوه صفرداغی واقع شده است و دارای حدود ۲۰۰ خانوار است
در این روستا شیعه و سنی در کنار یکدیگر زندگی میکنند و گندم و آفتابگردان و باغات زردآلو از محصولات عمده این روستا است
و فصل بهار که میرسد زنان و مردان کنار هم در مزارع کار میکنند.
چمن این روستا بر زیبایی این روستا افزوده است و تفریگاه خوبی برای جوانان و چراگاهی برای دامداران و برای کشاورزان خرمنگاه است و همیشه سال این چمن میزبان جوانان روستاهای اطراف است که برای بازی فوتبال به اینجا می آیند.
این روستا با همکاری دهیاری و شوراها پایگاه بسیج شهید محرم زاده و دختران حنانه نیز دارد که بیشتر زنان و مردان در آن مشغول به کار هستند.

## جمعیت
این روستا در دهستان حاجیلار جنوبی قرار داشته و بر اساس سرشماری سال 1385 جمعیت آن 921نفر (235 خانوار) 
بوده‌است و دارای طبیعت زیباازجمله ائل چمنی،کوه صفرداغی و...می باشد و  عملیات آبرسانی تحت فشار در این روستا  در حال انجام است .محصولات کشاورزی این روستا شامل تخمه آفتابگردان و کدو،چغندر قند و محصولات باغی است و به علت وجود مراتع طبیعی گسترده وزمین‌های زراعی حاصلخیز در سطح استان دامپروری نیز از رونق زیادی برخوردار است.
.